# Благовещенская церковь (Бражниково)
Церковь Благове́щения Пресвятой Богородицы — православный храм Волоколамского благочиния Московской епархии. Храм расположен в деревне Бражниково, около села Осташёво Волоколамского района Московской области. Главный престол освящён в честь праздника Благовещения Пресвятой Богородицы.

## История

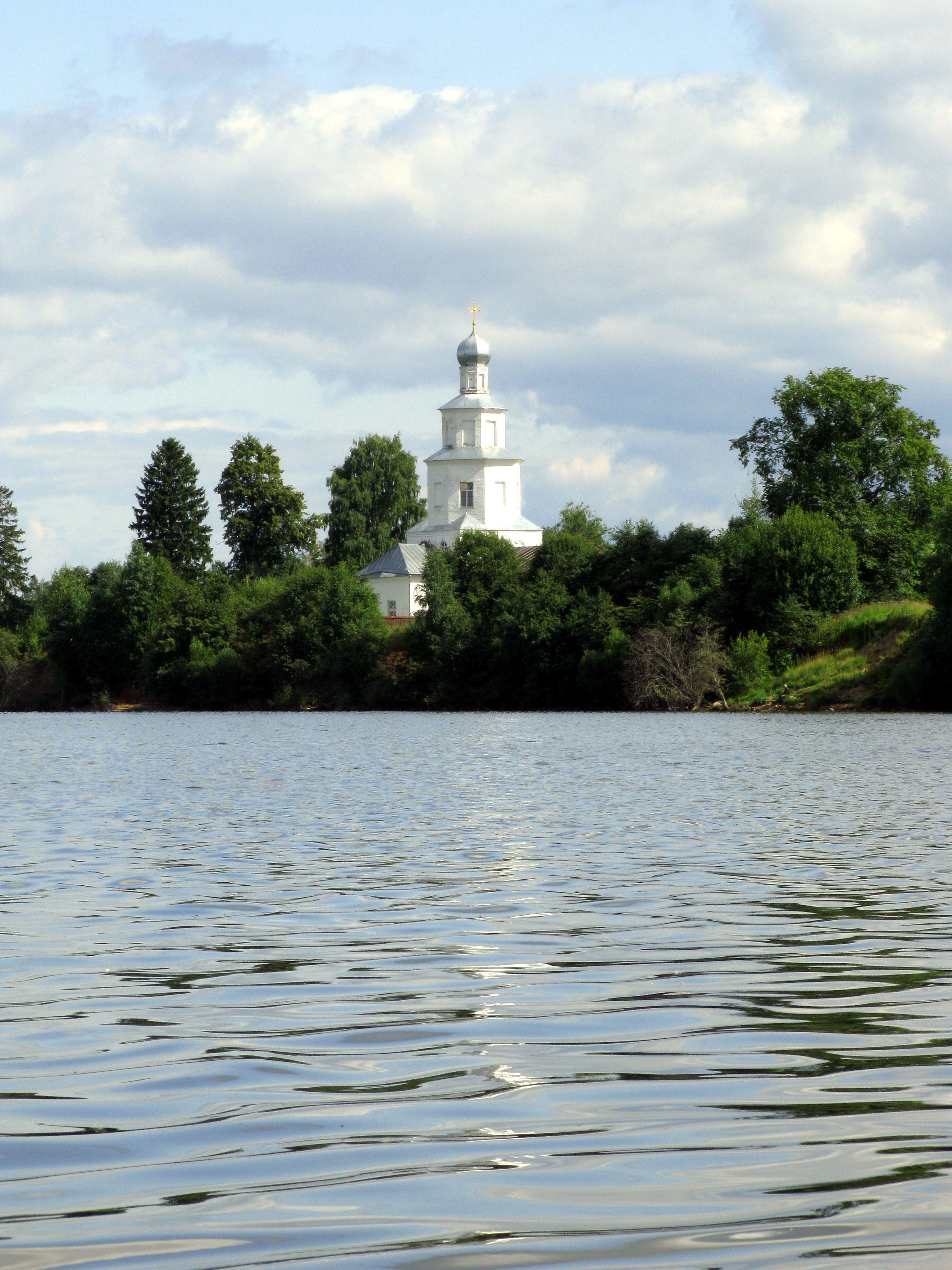
Вид на церковь с реки Руза (Рузское водохранилище)

Деревня Бражниково (бывшее село Благовещенское) расположена на берегу реки Руза, рядом с селом Осташёво. Здесь в 1713—1715 годах, в вотчине князя П. И. Прозоровского на месте сгоревшей деревянной церкви был построен каменный Благовещенский храм. Князь Прозоровский был воспитателем будущего императора Петра I. Позднее он управлял приказами Большой казны и Большого прихода. В 1859 году владельцем села стал Н. П. Шипов. В это же время на месте прежней была возведена новая колокольня. В 1863 году церковь по желанию Шипова была частично перестроена. Боковые Петропавловский и Георгиевский приделы упразднены в XIX веке. В 1874 году в трапезной устроен теплый Софийский придел.
Богослужения в храме велись вплоть до начала Великой Отечественной войны. После войны храм был сильно разрушен, церковные ценности разворованы. Много лет в храме располагались производства по обжигу проволоки и валенок.
В 2000 году в деревне Бражниково был зарегистрирован приход и началось восстановление церкви. В 2002 году состоялся первый молебен. В настоящее время (2009 год) богослужения в храме совершаются по субботам, воскресеньям и праздничным дням, восстановление храма продолжается.
Активное участие в восстановлении храма принимала компания «МЦФЭР»[значимость факта?]. Благодаря её помощи к Рождеству 2010 года был открыт иконостас храма из позолоченного дерева. А на Пасху 2010 года планировалось освятить уже полностью готовый иконостас.

## Архитектура
Композиционно храм близок к церквям нарышкинского стиля, однако отличается от них простотой декора. Основной объём представляет собой два уменьшающихся восьмерика на четверике, увенчанные барабаном с главой. Верхний восьмерик при этом глухой, полый внутри, он имеет лишь декоративную функцию. Ступенчатую композицию дополняют примыкающие боковые притворы, алтарь и трапезная, пониженные относительно основного четверика. От колокольни сохранился только нижний ярус, примыкающий к удлинённой трапезной (лестница на колокольню была устроена в западной стене трапезной). За счёт конфигурации плана и отсутствия угловых лопаток церковь, вероятно, подобна предыдущему деревянному зданию. Необычность церкви в первоначальных восьмиугольных окнах нижнего яруса (переделаны в середине XIX века) и в боковых входах с западной стороны притворов. В интерьере представляют интерес крупные арочные ниши, образующие аркады по стенам, с распалубками в сводах. В притворах имеются двойные своды: крестовый нижний и полулотковый верхний свод, нужный для лещадной кровли над ним. Лещадное покрытие частично сохранилось с углов на четверике храма. Не сохранились первоначальные отделка и интерьеры.